# لمل
لُمِل أو (نقحرة: لومل) هي بلدية تقع في بلجيكا بمقاطعة ليمبورخ. في 1 يناير 2014 بلغ عدد سكانها 33,744 نسمة. والمساحة الكلية 102.37 كيلومتر مربع (39.53 ميل2).

## أعلام
- يوهان فانسومرن
- سيبي سشريجفيرس
- كريستوف فان هوت
- وتر بيكي
- ستيفانو مارزو